# Escrita asteca

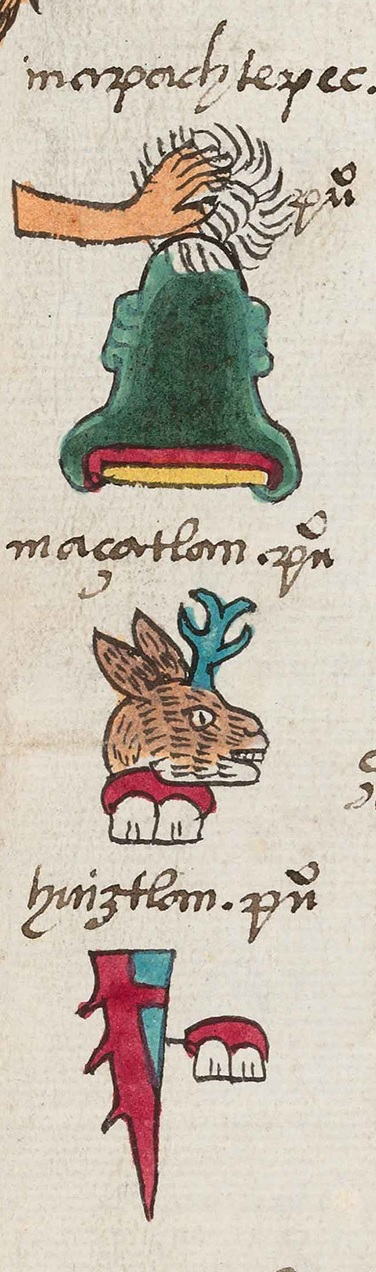
Glifos dos topónimos Mapachtepec, Mazatlan e Huitztlan no sistema de escrita asteca (códice Mendoza).

A escrita asteca (também escrita nauatle) é um sistema de escrita pictográfico e ideográfico pré-colombiano usado no México central pelos povos nauas. Os conquistadores queimaram a maioria dos códices astecas quando conquistaram a Mesoamérica; os códices astecas remanescentes como o códice Mendoza, o códice Borbonicus e o códice Osuna foram escritos em pele de veado e fibras vegetais.
Como não existia um conjunto de caracteres que representasse palavras específicas, mas antes ideias, muitos vêem o sistema de escrita asteca como um sistema de escrita preliminar.

## Origem
O sistema de escrita asteca foi adaptado a partir de sistemas de escrita usados no México central, como a escrita zapoteca. Pensa-se que também a escrita mixteca descende da escrita zapoteca. Crê-se que as primeiras inscrições de Oaxaca terão sido feitas em zapoteco, em parte por causa dos sufixos numéricos característicos das línguas zapotecas.

## Estrutura e uso
A escrita asteca era na realidade uma proto-escrita pictográfica e ideográfica, expandida por rébus fonéticos. Ao contrario da escrita maia, não existia um conjunto definido de símbolos ou de regras sobre a sua utilização. Em vez disso, os escribas astecas criavam composições individuais, cada um deles decidindo como representar as ideias que pretendia transmitir. Os únicos sinais convencionalizados eram os de algumas plantas, animais, partes do corpo humano, fenómenos naturais, alguns artefactos culturais, e os nomes dos primeiros vinte dias do calendário. Os nomes de povoados eram muitas vezes representados por imagens da vegetação típica dessa região. Estes glifos logográficos eram usados por outros povos do México central que falavam línguas diferentes.
A natureza ideográfica da escrita está patente em conceitos abstractos como a morte, representada por um corpo embrulhado para ser sepultado; a noite, desenhada como um céu negro e um olho fechado; a guerra por um escudo e uma clava; e o discurso ilustrado como um pequeno pergaminho saindo da boca da pessoa que fala. Os conceitos de movimento e andar a pé eram indicados por um trilho de pegadas.
Um glifo podia ser usado como um rébus para representar uma palavra diferente com o mesmo som ou pronunciação semelhante. Isto é evidente de forma especial nos glifos dos nomes de localidades. Por exemplo, o glifo de Tenochtitlan, a capital asteca, era representado pela combinação de dois pictogramas: pedra (te-tl) e cacto (nochtli).
As escrita asteca não era lida segundo uma ordem particular, e os glifos não eram escritos linearmente, mas arranjados para representarem ideograficamente uma cena. No fundo da imagem estaria o solo, no topo o céu, e entre eles os actores e cenas da narrativa.
Dado que os astecas não haviam descoberto as regras da perspectiva, a distância é representada colocando as figuras mais afastadas no topo da página e as mais próximas ao fundo. A importância relativa é indicada pelo tamanho: um rei vitorioso, por exemplo, pode ser desenhado maior que o seu inimigo derrotado. A cor também é importante. Os sinais para erva, canas, e junco são muito semelhantes se vistos a preto-e-branco, mas a cores não há possibilidade de confundi-los: no códice Mendoza a erva é amarela, as canas são azuis e o junco é verde. Um governante podia ser imediatamente reconhecido pela forma e cor turquesa do seu diadema, a qual estava reservada para uso real.

### Numerais
O sistema numérico asteca era vigesimal. Indicavam as quantidades até vinte através de pontos. Uma barra era usada para indicar vinte, repetindo-a para quantidades até quatrocentos, enquanto que um símbolo semelhante a um abeto, significando numeroso como cabelos, significava quatrocentos. A unidade seguinte, oito mil, era indicada por um saco, com referência ao conteúdo quase inumerável de um saco de grãos de cacau.

### Historiografia
Os astecas abraçaram a prática generalizada de representar a história cartograficamente, Um mapa cartográfico conteria uma história detalhada registando os acontecimentos. Os mapas eram pintados de forma a terem uma sequência de leitura, de tal modo que o tempo é definido pelo desenrolar da narrativa ao longo do mapa e pela sucessão de mapas individuais.
Os astecas usavam também anais contínuos de contagem dos anos para registarem qualquer acontecimento que ocorreria naquele ano. Os anos são pintados em sequência, e a maioria deles encontra-se geralmente sobre uma única linha recta de leitura contínua da esquerda para a direita. Acontecimentos, como eclipses solares, cheias, secas, ou fomes, são pintados em redor dos anos, muitas vezes ligados a estes por uma linha ou apenas pintados junto a eles. Indivíduos específicos são raramente mencionados, mas figuras humanas sem nome eram por vezes pintadas para representar acções ou eventos.